# Dendrocoelopsis alaskensis
Dendrocoelopsis alaskensis är en plattmaskart som beskrevs av Kenk 1953. Dendrocoelopsis alaskensis ingår i släktet Dendrocoelopsis och familjen Dendrocoelidae. Inga underarter finns listade i Catalogue of Life.